# Ararat (film)
Pour les articles homonymes, voir Ararat.
Pour plus de détails, voir Fiche technique et Distribution.
Ararat est un film franco-canadien réalisé par Atom Egoyan et sorti en 2002.

## Synopsis
Interrogé par les douanes, un homme se rappelle comment sa vie a changé sur le tournage d'un film sur le génocide arménien.

## Fiche technique
- Titre : Ararat
- Réalisation : Atom Egoyan
- Scénario : Atom Egoyan
- Musique : Mychael Danna
- Photographie : Paul Sarossy
- Montage : Susan Shipton
- Production : Atom Egoyan et Robert Lantos
- Société de production : Alliance Atlantis Communications, Serendipity Point Films, Ego Film Arts, ARP Sélection, Téléfilm Canada, The Movie Network et Super Écran
- Société de distribution : Miramax (États-Unis)
- Pays de production :  Canada et  France
- Genre : drame
- Durée : 115 minutes
- Dates de sortie : 
  - France : 4 septembre 2002

## Distribution
- David Alpay (VQ : Philippe Martin) : Raffi
- Charles Aznavour (VQ : Lui-même) : Edward Saroyan, le metteur en scène
- Eric Bogosian (VQ : Mario Desmarais) : Rouben
- Marie-Josée Croze (VQ : Elle-même) : Celia
- Bruce Greenwood : Martin Harcourt, acteur jouant Clarence Ussher
- Simon Abkarian : Arshile Gorky
- Christopher Plummer (VQ : Vincent Davy) : David
- Arsinée Khanjian (VQ : Chantal Baril) : Ani
- Elias Koteas (VQ : Manuel Tadros) : Ali, acteur jouant Jevdet Bey
- Lousnak : Shoushan, mère d'Arshile Gorky
- Brent Carver (en) : Philip
- Garen Boyajian (en) : Arshile Gorky jeune

Source: Doublage Québec

## Analyse
Mettant en perspective pointilliste l'histoire collective de haine recuite entre peuples, plus particulièrement le génocide arménien en 1915 et l'exil qui a suivi, mais aussi la situation actuelle qui forme des fantômes même pour les destins individuels des générations contemporaines et vivant ailleurs par le truchement d'une famille spécialiste de l'image. Cette histoire est à plusieurs tiroirs et vignettes, notamment pour montrer la difficulté de reconstituer une mémoire que l'on n'a pas pu imposer et d'intégrer la complexité d'une situation par différents points de vue.

## Autour du film
Le personnage interprété par Charles Aznavour se nomme Edward Saroyan, référence explicite au film Tirez sur le pianiste (1960), puisque c'est quasiment le nom de scène du personnage (Édouard Saroyan) joué également 42 ans plus tôt par Charles Aznavour dans le film de François Truffaut.

## Distinctions

### Récompense
- Abricot d'or, lors du Festival international du film d'Erevan en 2004.